# Chemiepokal

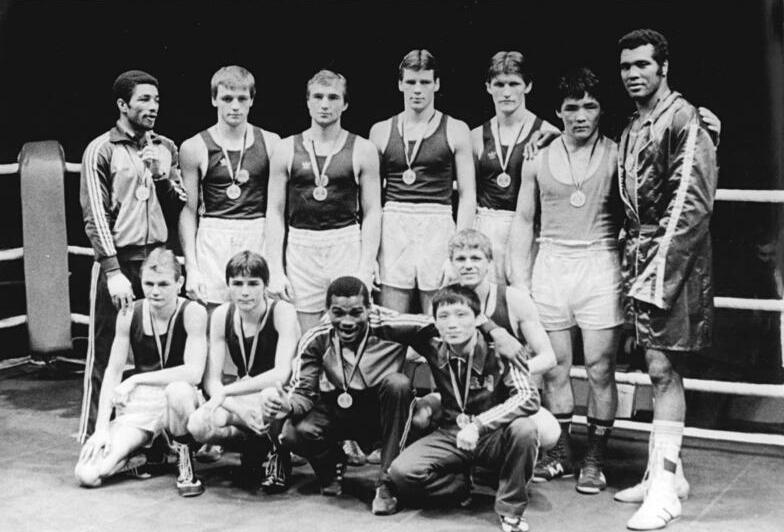
Medaliści z 1984 roku

Chemiepokal (Chemistry Cup) – międzynarodowy, amatorski turniej bokserski. Rozgrywany jest corocznie od 1970 roku w niemieckim mieście Halle. Dwukrotnie Chemistry Cup był zatwierdzony jako eliminacje na igrzyska olimpijskie (1992, 2000). Do tej pory odbyło się 41 edycji turnieju. Zawodów nie rozegrano czterokrotnie: w 1975, 1977, 1991 i 2010.
Organizowany jest przy współpracy Landes-Amateur-Box-Verband Sachsen-Anhalt (Amatorskie Związkowe Stowarzyszenie Boksu Saksonii-Anhalt – LABV) z Deutscher Boxsport-Verband (Niemiecki Związek Boksu – DVB).
Pierwsza edycja turnieju odbyła się w sierpniu 1970 roku. Wzięło w niej udział 82 bokserów z 10 krajów.